# Losieva Sloboda, Snovsk
Losieva Sloboda (în ucraineană Лосєва Слобода) este un sat în comuna Novi Mlînî din raionul Snovsk, regiunea Cernihiv, Ucraina.

## Demografie
Componența lingvistică a localității Losieva Sloboda
     Ucraineană (99,18%)
     Alte limbi (0,82%)
Conform recensământului din 2001, majoritatea populației localității Losieva Sloboda era vorbitoare de ucraineană (99,18%), existând în minoritate și vorbitori de alte limbi.